# 1993 en sport automobile
Chronologie du Sport automobile
1992 en sport automobile - 1993 en sport automobile - 1994 en sport automobile
Les faits marquants de l'année 1993 en Sport automobile

## Par mois

### Janvier
- 27 janvier : Didier Auriol gagne le Rallye Monte-Carlo.

### Mars
- 14 mars, (Formule 1) : Grand Prix automobile d'Afrique du Sud.
- 28 mars (Formule 1) : Grand Prix automobile du Brésil.

### Avril
- 11 avril (Formule 1) : Grand Prix automobile d'Europe.
- 25 avril (Formule 1) : Grand Prix automobile de Saint-Marin.

### Mai
- 9 mai (Formule 1) : Grand Prix automobile d'Espagne.
- 23 mai (Formule 1) : Grand Prix automobile de Monaco.

### Juin
- 13 juin (Formule 1) : Grand Prix automobile du Canada.
- 19 juin : départ de la soixante et unième édition des 24 Heures du Mans.
- 20 juin : Peugeot gagne les 24 Heures du Mans avec l’équipage Brabham, Bouchut et Hélary.

### Juillet
- 4 juillet (Formule 1) : Grand Prix automobile de France.
- 11 juillet (Formule 1) : Grand Prix automobile de Grande-Bretagne; 50e victoire d’Alain Prost en Grand Prix.
- 25 juillet (Formule 1) : Grand Prix automobile d'Allemagne.

### Août
- 15 août (Formule 1) : Grand Prix automobile de Hongrie.
- 29 août (Formule 1) : Grand Prix automobile de Belgique.

### Septembre
- 12 septembre (Formule 1) : Grand Prix automobile d'Italie.
- 26 septembre (Formule 1) : Grand Prix automobile du Portugal. Alain Prost remporte le Championnat du monde de Formule 1 au volant d'une Williams-Renault. C'est le 4e titre pour Alain Prost.

### Octobre
- 24 octobre (Formule 1) : Grand Prix automobile du Japon.

### Novembre
- 4 novembre : le Finlandais Juha Kankkunen remporte le championnat du monde des rallyes.
- 7 novembre (Formule 1) : Grand Prix automobile d'Australie.

## Naissances
- 9 janvier : Kevin Korjus, pilote automobile estonien.
- 3 mars : Brandon Watson, pilote automobile de stock-car canadien
- 7 mars : Fernando Monje Vicario, pilote automobile espagnol.
- 15 avril : Jack Harvey, pilote automobile britannique.
- 5 mai : Cyril Raymond, pilote automobile français de rallycross.
- 7 juin : Emil Bernstorff, Pilote automobile britannique d'origine danoise.

- 24 juin : Brandon Maïsano, pilote automobile français.
- 7 juillet : Gabriel « Gabby » Chaves, pilote automobile colombien.

## Décès
- 1er janvier : Adolf Lang, 79 ans, pilote automobile allemand. (° 4 mai 1913).
- 2 mai : Eddie Hertzberger, industriel en confection néerlandais, devenu par passion pilote automobile. (° 17 octobre 1904).
- 5 mai : James Sharp, plus connu sous son surnom Hap Sharp, pilote automobile américain, (° 1er janvier 1928).
- 22 octobre : Innes Ireland, pilote automobile, un ingénieur et un journaliste britannique. (° 12 juin 1930).
- 28 novembre : Joe Kelly, pilote automobile irlandais. (° 13 mars 1913).